# Lorenzo Calza
Lorenzo Calza (Piacenza, 2 novembre 1970) è uno sceneggiatore italiano.

## Biografia
Dalla metà degli anni novanta diventa allievo dello sceneggiatore Giancarlo Berardi, autore tra le altre produzioni del fumetto western Ken Parker.
Nel 1999 si trasferisce a Genova ed entra a far parte dello staff di Julia - Le avventure di una criminologa, collana mensile edita dalla Sergio Bonelli Editore.
Nel 2000 scrive Arkhain: miniserie fanta-horror edita dalla Panini/Marvel Italia, disegnata da Stefano Raffaele.
Nel 2001 gira il cortometraggio Pipistrelli, di cui realizza sceneggiatura, regia e tema musicale. Il lavoro viene proiettato nel Bellaria Film Festival, curato da Enrico Ghezzi.
Alcuni suoi articoli vengono pubblicati su Il Secolo XIX, Libertà e l'Unità.
Nel 2009 esce il suo primo romanzo La commedia è finita, edito da Robin Edizioni. Un noir, il cui protagonista è un reporter di guerra in pensione, con le fattezze del sindacalista Bruno Trentin.
Nel 2010 dodici suoi racconti vengono pubblicati in NOIR10, l'agenda ufficiale della Regione Emilia-Romagna.
Dal 2010 pubblica She, vignetta di satira di costume al femminile, su diversi giornali e riviste: Il Misfatto, inserto satirico de Il Fatto Quotidiano e poi sul quotidiano stesso. Viene anche pubblicata dai siti Style.it e Vanityfair.it delle edizioni Condé Nast.
Nel 2011, sempre su Style.it, racconta a puntate l'esperienza di "arteterapia" con Luca Lavagetto, ragazzo autistico che si autodefinisce "superfumettista".
Nel 2013 esce il suo secondo romanzo Panico, un fanta-horror dai risvolti sociali, pubblicato da Edizioni della Sera.
Nel 2015 firma un episodio di Le Storie, collana della Sergio Bonelli Editore dal titolo La grande madre, con disegni di Francesco Bonanno.
Nel 2019 vince il Premio Coco, come migliore sceneggiatore italiano.

## Esperienze musicali
Dal 1987 e per 8 anni è autore e voce solista nel gruppo rock piacentino Dazed. Dal 2015 canta negli Arbos, band genovese rock e indie con testi in italiano.